# Waverly (Virgínia)
Waverly és una població dels Estats Units a l'estat de Virgínia. Segons el cens del 2000 tenia 2.309 habitants.

## Demografia
Segons el cens del 2000, Waverly tenia 2.309 habitants, 880 habitatges, i 570 famílies. La densitat de població era de 290,4 habitants per km².
Dels 880 habitatges en un 29,8% hi vivien nens de menys de 18 anys, en un 40,1% hi vivien parelles casades, en un 20,7% dones solteres, i en un 35,2% no eren unitats familiars. En el 31% dels habitatges hi vivien persones soles el 12,7% de les quals corresponia a persones de 65 anys o més que vivien soles. El nombre mitjà de persones vivint en cada habitatge era de 2,47 i el nombre mitjà de persones que vivien en cada família era de 3,09.
Per edats la població es repartia de la següent manera: un 25,4% tenia menys de 18 anys, un 6% entre 18 i 24, un 26,6% entre 25 i 44, un 23,4% de 45 a 60 i un 18,6% 65 anys o més.
L'edat mediana era de 40 anys. Per cada 100 dones de 18 o més anys hi havia 80,4 homes.
La renda mediana per habitatge era de 33.698 $ i la renda mediana per família de 39.792 $. Els homes tenien una renda mediana de 27.414 $ mentre que les dones 21.279 $. La renda per capita de la població era de 14.848 $. Entorn de l'11,7% de les famílies i el 15,7% de la població estaven per davall del llindar de pobresa.

## Poblacions més properes
El següent diagrama mostra les poblacions més properes.